# パルッツァ
パルッツァ（伊: Paluzza）は、イタリア共和国フリウリ＝ヴェネツィア・ジュリア州ウーディネ県にある、人口約2,000人の基礎自治体（コムーネ）。

## 地理

### 位置・広がり
ウーディネ県北西部、カルニア地方のコムーネで、北にオーストリアと国境を接する。パルッツァの集落は、トルメッツォの北約14km、リエンツの南東約39km、県都ウーディネの北北東約54kmに位置する
。

#### 隣接コムーネ
隣接するコムーネは以下の通り。括弧内のATはオーストリア領（AT-2はケルンテン州）を示す。
- ケットシャッハ＝マウテン（英語版） (AT-2) - 北
- パウラーロ - 北東
- トレッポ・リゴスッロ - 東
- アルタ・テルメ - 南
- ストリオ - 南西
- チェルチヴェント - 西
- ラヴァスクレット - 西
- コメリアンス - 西
- リゴラート - 北西
- フォルニ・アヴォルトリ - 北西
- レーザッハタール（英語版） (AT-2) - 北西

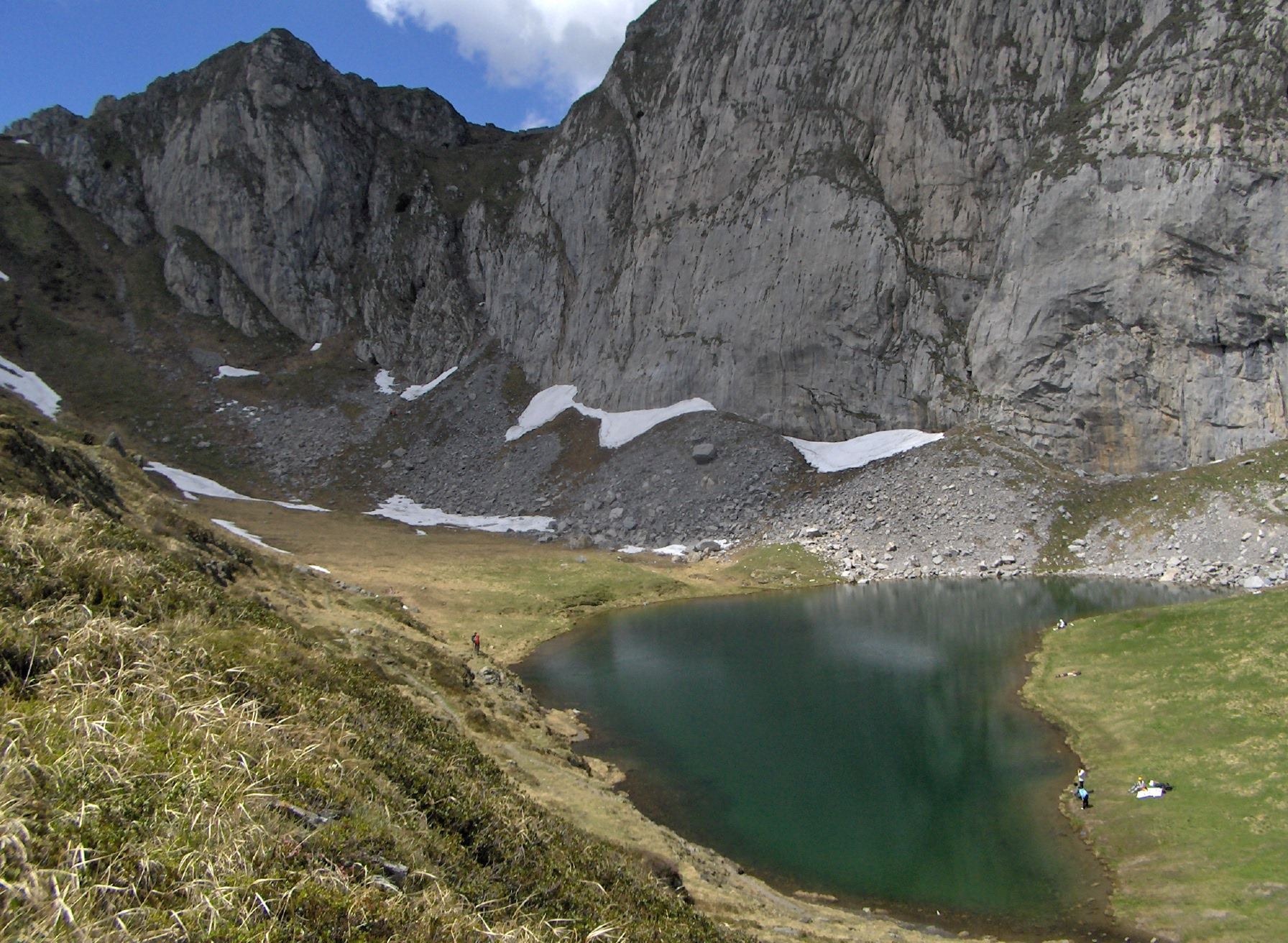
Creta di Timau の lago Avostanis

### 気候分類・地震分類
パルッツァにおけるイタリアの気候分類 (it) および度日は、zona F, 3297 GGである。
また、イタリアの地震リスク階級 (it) では、zona 2 (sismicità media) に分類される。

## 行政

### 分離集落
パルッツァには、以下の分離集落（フラツィオーネ）がある。
- Casteons, Cleulis, Englaro, Naunina, Rivo, Timau

## 人物

### 著名な出身者
- マヌエラ・ディ・チェンタ - クロスカントリースキー選手（オリンピック金メダリスト）、登山家、政治家。